# Parábola del hijo pródigo

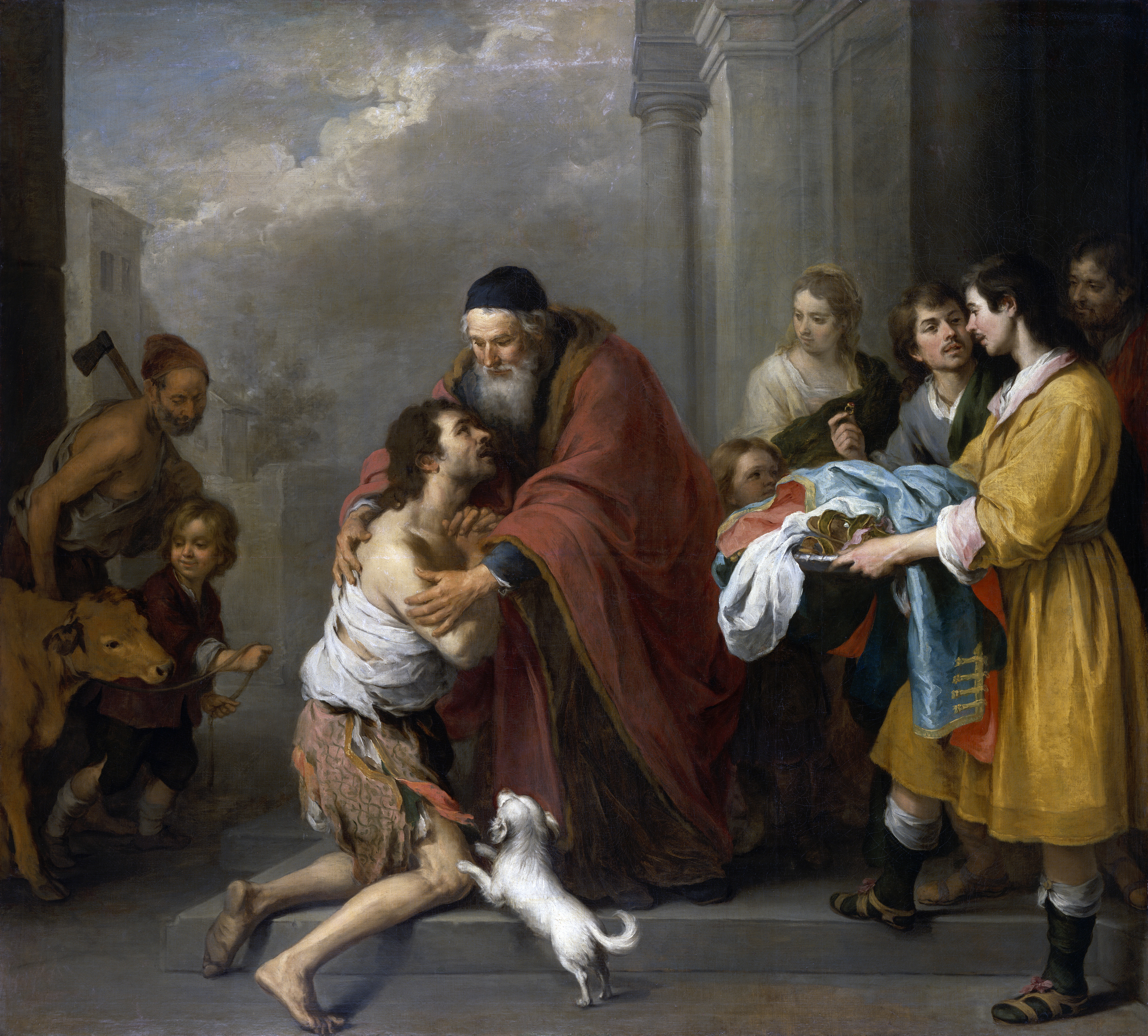
Murillo, El retorno del hijo pródigo, Washington D. C., National Gallery of Art.

La parábola del hijo pródigo es el término popular que describe una de las parábolas de Jesús de Nazaret recogida en el Nuevo Testamento, específicamente en el Evangelio de Lucas, capítulo 15, versículos del 11-32. Junto con la parábola de la oveja perdida y la parábola de la moneda perdida conforma una trilogía que recibe la denominación tradicional de parábolas de la misericordia —o parábolas de la alegría—, y que caracteriza la figura y el mensaje misericordioso de Jesús de Nazaret tal como lo muestra el evangelista Lucas. Llegó a considerárselas «el corazón del tercer evangelio».

## Texto bíblico
El texto de la parábola, según aparece en la Biblia cristiana, en el Evangelio de LucasLucas 15:1-3, 11-32 es el siguiente:

En aquel tiempo, se acercaban a Jesús todos los publicanos y los pecadores para oírle. Y los fariseos y los escribas murmuraban, diciendo: Éste acoge a los pecadores y come con ellos.
Jesús les dijo esta parábola: Un hombre tenía dos hijos; y el menor de ellos dijo al padre: "Padre, dame la parte de la herencia que me corresponde." Y él les repartió la herencia.
Pocos días después el hijo menor lo reunió todo y se marchó a un país lejano donde malgastó su herencia viviendo como un libertino.
Cuando hubo gastado todo, sus supuestos amigos se fueron y no lo ayudaron y sobrevino un hambre extrema en aquel país, y comenzó a pasar necesidad. Entonces, fue y se ajustó con uno de los ciudadanos de aquel país, que le envió a sus fincas a apacentar puercos. Y llegó a desear llenar su vientre con las algarrobas que comían los puercos, pero nadie se las daba.
Y entrando en sí mismo, dijo: "¡Cuántos jornaleros de mi padre tienen pan en abundancia, mientras que yo aquí me muero de hambre!
Me levantaré, iré a mi padre y le diré: Padre, pequé contra el cielo y ante ti.
Ya no merezco ser llamado hijo tuyo, trátame como a uno de tus jornaleros."
Y, levantándose, partió hacia su padre. «Pero cuando aún estaba muy lejos, su padre lo vio y, conmovido corrió, se echó a su cuello y le besó efusivamente.
El hijo le dijo: "Padre, pequé contra ti; ya no merezco ser llamado hijo tuyo."
Pero el padre dijo a sus siervos: "Traed aprisa el mejor vestido y vestidle, ponedle un anillo en su mano y unas sandalias en los pies.
Traed el novillo cebado, matadlo, y comamos y celebremos una fiesta, porque este hijo mío estaba muerto y ha vuelto a la vida; estaba perdido y ha sido hallado". Y comenzaron la fiesta.
Su hijo mayor estaba en el campo y, al volver, cuando se acercó a la casa, oyó la música y las danzas; y llamando a uno de los criados, le preguntó qué era aquello.
Él le dijo: "Ha vuelto tu hermano y tu padre ha matado el novillo cebado, porque le ha recobrado sano."
Él se irritó y no quería entrar. Salió su padre, y le suplicaba.
Pero él replicó a su padre: "Hace tantos años que te sirvo, y jamás dejé de cumplir una orden tuya, pero nunca me has dado un cabrito para tener una fiesta con mis amigos; ¡ahora que ha venido ese hijo tuyo, que ha devorado tu herencia con prostitutas, has matado para él el novillo cebado!"
Pero él le dijo: "Hijo, tú siempre estás conmigo, y todo lo mío es tuyo; pero convenía celebrar una fiesta y alegrarse, porque este hermano tuyo estaba muerto, y ha vuelto a la vida; estaba perdido, y ha sido hallado."

## Interpretación
Esta parábola, como muchas otras de Jesús (véase: parábola del fariseo y el publicano), se enmarca como respuesta a una crítica de los fariseos y los escribas, expertos judíos en la Ley mosaica, que estos le propinaban por recibir a los pecadores y comer con ellos.
La parábola fundamentalmente recalca la misericordia de Dios hacia los pecadores arrepentidos y su alegría ante la conversión de los descarriados. Esto llevó al teólogo luterano Joachim Jeremias a pensar que el nombre de la parábola debería ser “parábola del amor del padre” en lugar de “el hijo pródigo”.
El comienzo "Un hombre tenía dos hijos" es el tropo de un narrador y podría traer a la mente los hermanos Caín y Abel, Ismael e Isaac o Jacob y Esaú. Luego, Jesús confunde las expectativas de los oyentes cuando el hijo menor es mostrado como inepto.
El académico católico Luis Fernando García-Viana señala que el Deuteronomio 21:15-17 indica que el hijo más joven recibía un tercio de la fortuna de su padre y que, aunque la división de la herencia podía hacerse en vida, los hijos no podían acceder a esta hasta la muerte del progenitor, como se señala en Eclesiástico 33:20-24.
Mientras que varios comentaristas consideran "descarada e incluso insolente" la petición del hijo menor de recibir su parte de la herencia y que "equivale a desear que el padre estuviera muerto", el académico Bernard Jackson dice que "Las fuentes judías no dan ningún apoyo a [la idea de] que el pródigo, al buscar el adelanto, desee la muerte del padre."
Las acciones del joven no conducen al éxito; desperdicia su herencia y finalmente se convierte en un sirviente contratado, con el degradante trabajo de cuidar a los cerdos, e incluso envidiarlos por las vainas de algarroba que comen.
En Proverbios 29:3 puede leerse "El que ama la sabiduría alegra a su padre, pero el que se junta con rameras desperdicia sus riquezas".
Cuando regresa, su padre trata al joven con una generosidad mucho mayor de la que él tiene derecho a esperar.
El filósofo judío Filón de Alejandría escribió en el siglo I:

Los padres a menudo no dejan de pensar en sus hijos derrochadores. [...] De la misma forma, Dios también [...] piensa en aquellos que malgastan su vida, dándoles así tiempo para reformarse y también se mantiene dentro de los límites su propia naturaleza misericordiosa.

En el midrash Pesikta Rabbati, del siglo IX, se dice:

Un rey tenía un hijo que se había descarriado de su padre en un viaje de cien días. Sus amigos le dijeron: "Vuelve con tu padre". Él dijo: "No puedo". Entonces su padre envió un mensaje: "Regresa todo lo que puedas y yo iré el resto del camino hacia ti". Del mismo modo Dios dice "Vuelve a mí y yo volveré a ti".

El hijo mayor, por el contrario, parece pensar en términos de "ley, mérito y recompensa" en lugar de "amor y bondad". Representan a los fariseos que criticaban a Jesús.
En el midrash Leviticus Rabbah, de entre el siglo V y VII, contiene un breve dicho que coincide con el carácter de la parábola:

R. Aha ha dicho: Cuando un judío tiene que recurrir a la algarroba, se arrepiente.

Los últimos versículos de la parábola resumen el relato de acuerdo con la enseñanza judía de las dos formas de actuar: el camino de la vida (obediencia) y el camino de la muerte (pecado). Dios, según el judaísmo, se alegra y concede más gracias a los pecadores arrepentidos que a las almas justas que no necesitan arrepentimiento.
El hijo menor se dirige hacia su padre, aunque se siente indigno de él. El padre, sin saber todavía nada del cambio del actitud del hijo, se llena de emoción, lo abraza y lo besa. Tras pronunciarse el hijo arrepentido, el padre le pone un anillo, que según Génesis 41:42, Ester 3:10 y Ester 8:2 es signo de autoridad. También le pone las sandalias, que eran el calzado del hombre libre.
Junto con la parábola de la oveja perdida y la parábola de la moneda perdida, esta es la última de las tres parábolas sobre la pérdida y la redención que Jesús dice después de que los fariseos y los líderes religiosos le acusen de recibir a pecadores y comer con ellos. El gozo del padre descrito en la parábola refleja el amor divino: la "misericordia ilimitada de Dios", y "la negativa de Dios a limitar la medida de su gracia".

### Interpretación de católicos
El obispo Justus Knecht hizo la siguiente reflexión:

El hombre comienza a alejarse de Dios al permitir que deseos ilícitos se apoderen de su corazón. En consecuencia, pronto llegará a considerar los mandamientos de Dios como otros tantos grilletes y a anhelar una mayor licencia. Pierde todo gusto por la oración y la palabra de Dios, e imagina que sería un hombre más feliz si pudiera vivir según sus pasiones. Habiéndose separado así interiormente de Dios, rápidamente sigue una separación exterior. Renuncia a la amistad de los hombres buenos, descuida los servicios de la Iglesia y deja de frecuentar los Sacramentos, sigue su propio camino y transgrede descaradamente los mandamientos de Dios. Luego se adentra en una tierra extraña y lejana, es decir, cada vez más lejos de Dios: la "tierra lejana", dice San Agustín, "significa el olvido de Dios". Dios todopoderoso deja que el pecador siga su propio camino, porque ha dado al hombre libre albedrío y no quiere una obediencia forzada, sino una obediencia que nazca del amor.

El jesuita Roger Baxter, en sus Meditaciones para cada día del año, escribió:

Tan pronto como este joven pródigo abandonó la casa de su padre, cayó en desgracias. "Empezó a tener necesidad". Así, los pecadores que se alejan de los sacramentos, de la exhortación y de la compañía de los virtuosos, pronto empiezan a carecer de subsistencia espiritual. "Se unió a uno de los ciudadanos de ese país", como sirviente. Todo pecador es esclavo del Diablo; y así como el ciudadano empleó al joven pródigo en alimentar a los cerdos, así el Diablo emplea a sus seguidores en la gratificación de sus propios apetitos sensuales, que brutalizan la naturaleza humana. El pródigo intentó satisfacer su hambre alimentándose de cáscaras de cerdo, pero no lo logró: ni el pecador puede lograr llenar la capacidad de su alma inmortal con gratificaciones terrenales.

En 1980 el papa Juan Pablo II habló de esta parábola en su segunda encíclica, titulada Dives in misericordia. En 1984 el mismo pontífice escribió su exhortación apostólica Reconciliatio et paenitentia, donde usaba esta parábola para explicar el proceso de conversión y la reconciliación. Enfatizaba en que Dios Padre es "rico en misericordia" y siempre está listo para perdonar. Definió la reconciliación como "un regalo de su parte". El papa afirmó también que para la Iglesia su "misión de reconciliación es la iniciativa, llena de amor compasivo y de misericordia, de ese Dios que es amor".

## Personajes de la parábola

### El Hijo pródigo
Es sobre quien gira la historia aparente, pues es quien hila las tres escenas de esta parábola: el pecado (desobediencia, rebeldía), el arrepentimiento (sufrimiento, necesidad) y el perdón (misericordia, amor, cariño). Representa y trasciende de un caso particular a una situación general, el de la humanidad pecadora y descarriada que se ha olvidado de Dios y la religión.
Su entrada comienza informándonos que es el menor de dos hermanos y que le pide al padre su parte de la herencia. Teológicamente, podría interpretarse a dicha herencia como los dones y la gracia que Dios pone en cada uno de nosotros, por lo que la escena rememora el Jardín del Edén en el momento de la caída en el pecado. El hijo exige poder utilizar esa riqueza (dones y gracia) con libertad para usarla sin la voluntad de su padre. Posteriormente se señala que malgasta esa herencia viviendo como un libertino e irresponsable. O sea, su pecado no está tanto en la reclamación de su riqueza, sino en la libertad mal utilizada de la misma (derroche, libertinaje), que lo lleva al fracaso. Esto enseña que el pecado y la vida de libertinaje llevan al hijo pródigo, en un acto desesperado, a cometer un acto abominable y, como consecuencia, empeora más su situación. Para la comunidad judía de ese tiempo, el cerdo era un animal inmundo, tal como se describe en la ley de Moisés (Levítico 11,7), a punto tal que ni siquiera se podía criar. 
Esta parábola describe posteriormente la escena del arrepentimiento. Tras la vida de derroche y libertinaje, el hijo cae en la miseria y reflexiona acerca de su provecho personal y cae en cuenta que le traerá mayor bienestar regresar donde el padre que seguir por su cuenta. Aquí hay varios aspectos muy interesantes desde una perspectiva teológica. En primer lugar, refleja que las desgracias que provoca el pecado no son castigos divinos, sino resultado de las malas acciones que siempre acaban mal. Por otro lado, refleja una actitud interesada en la conversión. Es decir, se arrepiente racionalmente y no sentimentalmente. Va buscando un provecho personal y no la santidad en sí. De ahí que prepare una disculpa para el padre en la que le pida que lo acepte como trabajador. Parte de regreso a casa de su padre y encuentra en este un perdón incondicional. Se puede decir que su verdadera conversión, el arrepentimiento real, ocurre en este momento, pues ve en la actitud del padre desinterés y amor, principales características de una verdadera conversión. Esta conversión ocurre al acudir a Dios y al arrepentirnos de las malas acciones de nuestra vida.

### Padre misericordioso

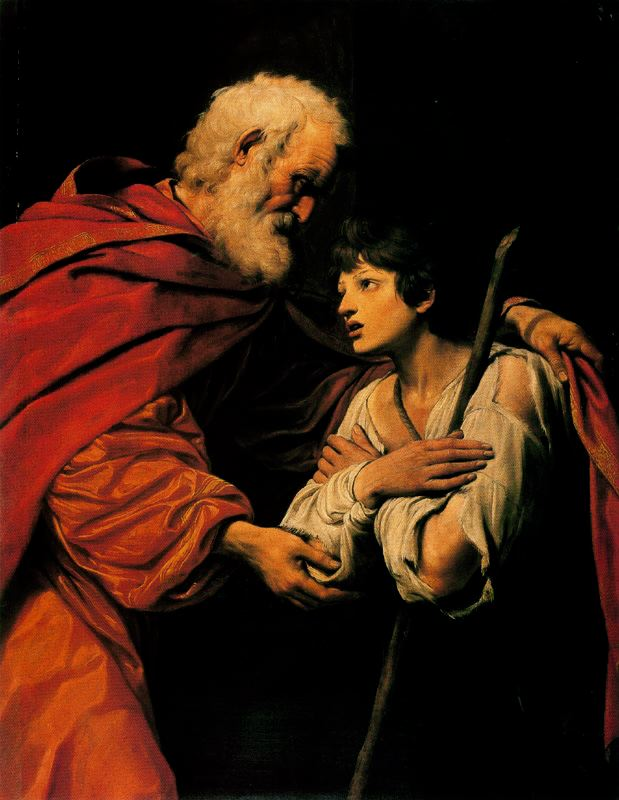
Regreso del hijo pródigo (Leonello Spada, museo del Louvre)

Este es verdaderamente el personaje central de la parábola. Representa a Dios Padre y fundamentalmente su atributo de misericordia.
Desde el comienzo de la parábola se nos lanza una enseñanza, el padre tenía dos hijos. Aquí los dos hijos representan a la humanidad entera, uno a los pecadores que se alejan de la voluntad del Padre y el otro a los que se someten a esta, pero ambos son merecedores de la herencia paterna.
La otra aparición del padre es la manifestación de su plena misericordia. Al ver a su hijo que regresa, sale a buscarlo corriendo y, antes de que diga palabra alguna, lo abraza y lo besa. En esta imagen se explica cómo Dios, incluso sabiendo que la conversión no es completa y que puede haber un trasfondo, sale en busca de aquel que lo necesita y lo llama, aceptándolo sin reprocharle su descarrío o su indiferencia anterior.
Por otra parte, en su diálogo con su primogénito se transluce cómo Dios no descuida a aquellos que lo han seguido justamente y cómo ante el pecado de los justos su reclamo es tierno pero firme.

### Primogénito
El hijo mayor es el personaje que menos participa en la parábola. Representa a los hijos de Dios que se consideran a sí mismos justos y fieles, y que dicen someterse en todo a la voluntad del Padre.
El verdadero sentido de este personaje es mostrar como los fieles de Dios también caen en el pecado, en este caso los celos. Representa muy bien a los fariseos y escribas a los que Jesús le hablaba. Al reprocharle al padre lo que le hace a su hermano en comparación con lo que ha hecho por él se muestra que también en su obediencia existía un móvil interesado.

### Enseñanza fundamental
Esta parábola transmite una enseñanza tanto para los fariseos y escribas como para los pecadores y publicanos. Hoy en día puede decirse que sirve de enseñanza para los fieles cristianos y para el resto de las personas.
A los primeros les muestra su debilidad ante la tentación. Indica que el pecado de soberbia puede alojarse fácilmente en ellos por profesar una fe. Al mismo tiempo transluce que la fe cristiana no consiste solamente en participar en ritos y liturgias sino en practicar la misericordia y no juzgar a los demás.
En relación con los segundos consiste en una invitación a la conversión. Así se les muestra las consecuencias del pecado y de las malas acciones, la importancia de un verdadero arrepentimiento y la misericordia de Dios que todo lo perdona.

## En las artes

### Artes plásticas

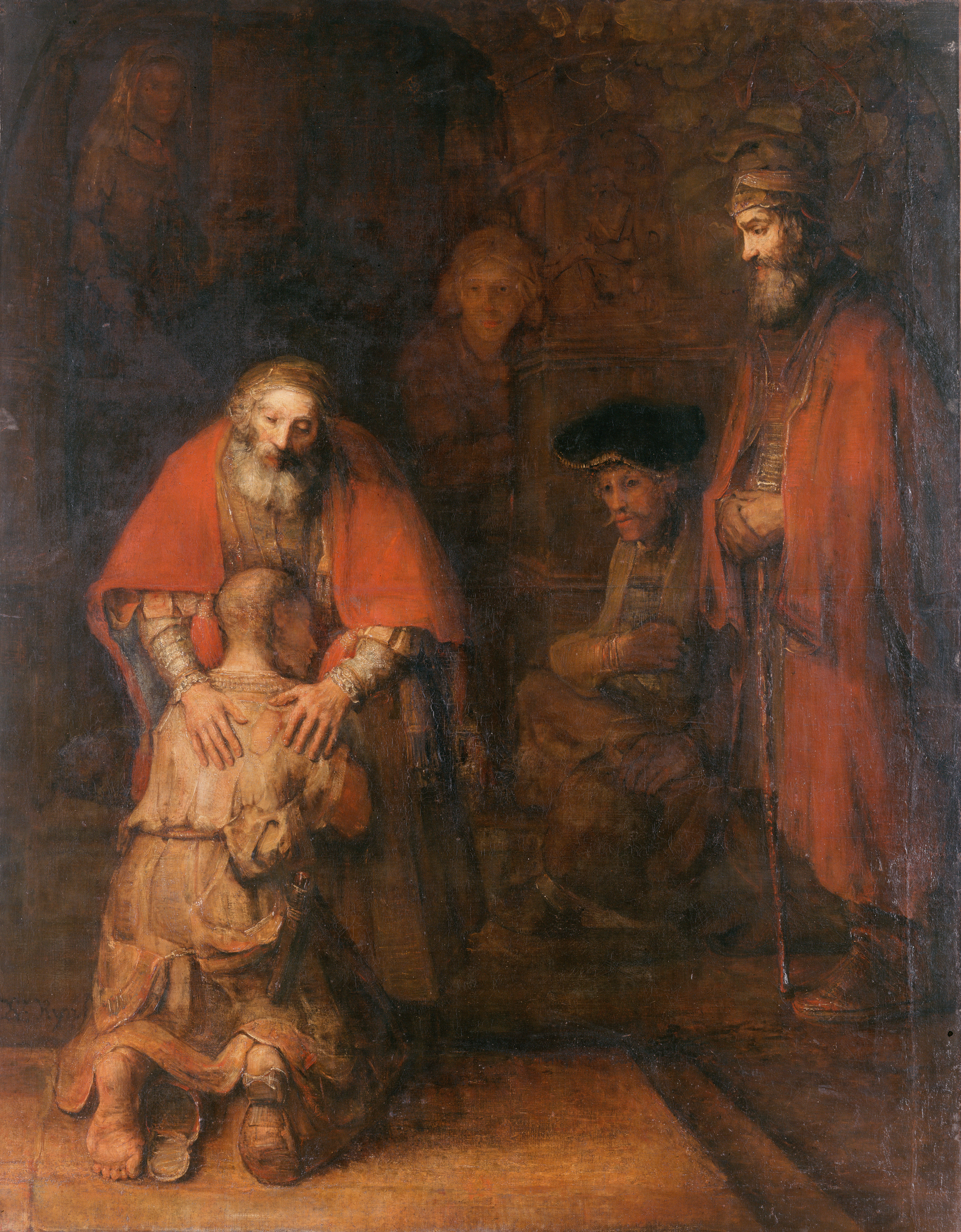
El retorno del hijo pródigo de Rembrandt.

De las parábolas de los Evangelios esta es una de las cuatro más representadas en el arte medieval, junto con las de las diez vírgenes, la del rico y Lázaro y la del Buen Samaritano. En el Renacimiento son representadas diversas escenas de la parábola –la exigencia de la partición de la herencia, trabajando con los cerdos, y el regreso-, y el Hijo Pródigo se convirtió en un tema clásico. Alberto Durero hizo un grabado a buril del Hijo Pródigo en medio de los cerdos (1496), un tema popular en el Renacimiento flamenco y neerlandés, y Rembrandt bosquejó la parábola varias veces, en pinturas y grabados; El retorno del hijo pródigo (1662, Museo del Hermitage, San Petersburgo) es uno de sus trabajos más sobresalientes.

### Artes escénicas
En el siglo XV y XVI el tema fue tratado hasta la saciedad en el teatro isabelino como alegoría de la moral inglesa. 
Las adaptaciones al ballet incluyen El hijo pródigo (Op. 46, 1929), con coreografía de George Balanchine sobre la música de Serguéi Prokófiev y libreto de Borís Kojnó; y un oratorio de Arthur Sullivan. 
En el cine muchas de las adaptaciones sumaron escenas al material bíblico para la representación de la historia; por ejemplo, la película El hijo pródigo de 1955 hizo aportes considerables, como añadir a una tentadora sacerdotisa de Astarté en la historia.

### Música
La música cristiana contiene muchas canciones sobre esta temática. Sin embargo, la historia ha trascendido la cultura pop, llegando a ser representada fuera del ámbito religioso. Algunas canciones populares son:
- 1968: «Prodigal Son» de The Rolling Stones[19]
- 1976: «Juan en la ciudad» de Bobby Cruz y Richie Ray[20]
- 2001: «La hormiguita hippie» de Biper y sus amigos[21]
- 2016: «Noche de locura» - Jay Kalyl
- 2023: «Hijo pródigo» de Montesanto y Marcos Brunet